# Above the Rim
Above the Rim is een Amerikaanse drama- en sportfilm uit 1994 van Jeff Pollack. De hoofdrollen zijn voor Duane Martin, Leon Robinson en Tupac Shakur.
In de Verenigde Staten bracht de film 16 miljoen dollar op.

## Verhaal
Above the Rim beschrijft het verhaal van een veelbelovend basketbalspeler en zijn relatie met zijn twee broers; de één is drugsdealer en de ander een basketbalspeler, maar nu bewaker op zijn vroegere middelbare school.
Een jong atleet doet zijn best om een professionele basketbalspeler te worden, maar komt in dit melodrama voor enkele moeilijke keuzes te staan. Kyle-Lee (Duane Martin) is een getalenteerd basketbalspeler op de middelbare school. Terwijl hij wacht op zijn toelating tot de Universiteit van Georgetown, krijgt hij te maken met een moeilijk dilemma tijdens een basketbaltoernooi. Hij moet kiezen of hij zijn goedhartige basketbaltrainer volgt of Birdie (Tupac Shakur), een plaatselijke misdadiger in de buurt. Kyle wantrouwt daarnaast de bewaker Shepherd, ook wel Shep genoemd (Leon Robinson), waar zijn moeder verliefd op is. Zijn trainer wil dat ook Shep meespeelt. Uiteindelijk komt Kyle erachter dat Shep de oudere broer van Birdie is. Na de tragische dood van een vriend, Nutso, kan Shep het in zijn gedachten niet opbrengen om nog te spelen.

## Rolverdeling
| Acteur               | Personage    |
| -------------------- | ------------ |
| Hoofdrollen          |              |
| Duane Martin         | Kyle         |
| Leon Robinson        | Shep         |
| Tupac Shakur         | Birdie       |
| Bijrollen            |              |
| Bernie Mac           | Flip Johnson |
| Christopher Andrews  | Big Daddy    |
| Marlon Wayans        | Bugaloo      |
| David Bailey         | Rollins      |
| Tonya Pinkins        | Mailika      |
| Wood Harris          | Motaw        |
| Byron Minns          | Monrow       |
| Shawn Michael Howard | Bobby        |
| Henry Simmons        | Starnes      |
| Iris Little Thomas   | Ober         |
| Michael Rispoli      | Richie       |
| Eric Nies            | Montrose     |
| Bill Rafferty        | Zichzelf     |
| James Williams       | Speedy       |

## Nominaties
- MTV Movie Award (1995): Beste filmmuziek: Warren G

## Trivia
- Tijdens de laatste basketbalwedstrijd zit de bandana van Birdie steeds op verschillende plaatsen.